# 고전적 수반 행렬
선형대수학에서 고전적 수반 행렬(古典的隨伴行列, 영어: adjugate, classical adjoint)은 여인자 행렬의 전치 행렬이다. 기호는 {\displaystyle \operatorname {adj} }.

## 정의
가환환 {\displaystyle R} 위의 {\displaystyle n\times n} 정사각 행렬 {\displaystyle M\in \operatorname {Mat} (n;R)}의 고전적 수반 행렬은 여인자 행렬의 전치 행렬이다.
{\displaystyle \operatorname {adj} M=\mathrm {C} (M)^{\top }\in \operatorname {Mat} (n;R)}
즉, {\displaystyle \operatorname {adj} M}의 {\displaystyle (i,j)}-성분은 {\displaystyle M}의 {\displaystyle j}번째 행 및 {\displaystyle i}번째 열을 지운 여인자이다.
{\displaystyle (\operatorname {adj} M)_{ij}=\mathrm {C} (M)_{ji}=(-1)^{i+j}\det(M_{\{1,\dots ,n\}\setminus \{j\},\{1,\dots ,n\}\setminus \{i\}})}
여기서 {\displaystyle \det }는 행렬식이다.

## 성질
가환환 {\displaystyle R} 위의 {\displaystyle n\times n} 정사각 행렬 {\displaystyle M\in \operatorname {Mat} (n;R)}에 대하여, 다음과 같은 항등식이 성립한다.
{\displaystyle M\operatorname {adj} M=(\operatorname {adj} M)M=(\det M)1_{n\times n}}
특히, 만약 {\displaystyle \det M\in R}가 가역원이라면 ({\displaystyle R}가 체인 경우 이는 {\displaystyle \det M\neq 0}이라는 조건과 같다), {\displaystyle M}의 역행렬은 다음과 같다.
{\displaystyle M^{-1}=(\det M)^{-1}\operatorname {adj} M}
그 밖에 다음 항등식들이 성립한다.
{\displaystyle \det(\operatorname {adj} M)=(\det M)^{n-1}}
{\displaystyle \operatorname {adj} (M^{\top })=\operatorname {adj} M}

## 예제

### 1 × 1 일반 행렬
0이 아닌 1×1 행렬 (실수 혹은 허수)의 수반행렬은 {\displaystyle \mathbf {I} ={\begin{bmatrix}1\end{bmatrix}}}이고, adj(0) = 0으로 정의한다.

### 2 × 2 일반 행렬
2×2 행렬
{\displaystyle \mathbf {A} ={\begin{bmatrix}a&b\\c&d\end{bmatrix}}}
의 수반행렬은
{\displaystyle \operatorname {adj} (\mathbf {A} )={\begin{bmatrix}d&-b\\-c&a\end{bmatrix}}.}
이고, 직접 대입으로 다음을 보일 수 있다.
{\displaystyle \mathbf {A} \operatorname {adj} (\mathbf {A} )={\begin{bmatrix}ad-bc&0\\0&ad-bc\end{bmatrix}}=(\det \mathbf {A} )\mathbf {I} .}
이 경우에는 det(adj(A)) = det(A)이 성립하고, 결국 adj(adj(A)) = A이다.

### 3 × 3 일반 행렬
다음 3×3 행렬은
{\displaystyle \mathbf {A} ={\begin{bmatrix}a_{11}&a_{12}&a_{13}\\a_{21}&a_{22}&a_{23}\\a_{31}&a_{32}&a_{33}\end{bmatrix}}.}
다음과 같이 여인자_행렬을 구하고
{\displaystyle \mathbf {C} ={\begin{bmatrix}+{\begin{vmatrix}a_{22}&a_{23}\\a_{32}&a_{33}\end{vmatrix}}&-{\begin{vmatrix}a_{21}&a_{23}\\a_{31}&a_{33}\end{vmatrix}}&+{\begin{vmatrix}a_{21}&a_{22}\\a_{31}&a_{32}\end{vmatrix}}\\\\-{\begin{vmatrix}a_{12}&a_{13}\\a_{32}&a_{33}\end{vmatrix}}&+{\begin{vmatrix}a_{11}&a_{13}\\a_{31}&a_{33}\end{vmatrix}}&-{\begin{vmatrix}a_{11}&a_{12}\\a_{31}&a_{32}\end{vmatrix}}\\\\+{\begin{vmatrix}a_{12}&a_{13}\\a_{22}&a_{23}\end{vmatrix}}&-{\begin{vmatrix}a_{11}&a_{13}\\a_{21}&a_{23}\end{vmatrix}}&+{\begin{vmatrix}a_{11}&a_{12}\\a_{21}&a_{22}\end{vmatrix}}\end{bmatrix}},}
여기서
{\displaystyle {\begin{vmatrix}a_{im}&a_{in}\\a_{jm}&a_{jn}\end{vmatrix}}=\det {\begin{bmatrix}a_{im}&a_{in}\\a_{jm}&a_{jn}\end{bmatrix}}.}
수반행렬은 이 여인자행렬의 전치 행렬로 다음과 같이 구해진다.
{\displaystyle \operatorname {adj} (\mathbf {A} )=\mathbf {C} ^{\mathsf {T}}={\begin{bmatrix}+{\begin{vmatrix}a_{22}&a_{23}\\a_{32}&a_{33}\end{vmatrix}}&-{\begin{vmatrix}a_{12}&a_{13}\\a_{32}&a_{33}\end{vmatrix}}&+{\begin{vmatrix}a_{12}&a_{13}\\a_{22}&a_{23}\end{vmatrix}}\\&&\\-{\begin{vmatrix}a_{21}&a_{23}\\a_{31}&a_{33}\end{vmatrix}}&+{\begin{vmatrix}a_{11}&a_{13}\\a_{31}&a_{33}\end{vmatrix}}&-{\begin{vmatrix}a_{11}&a_{13}\\a_{21}&a_{23}\end{vmatrix}}\\&&\\+{\begin{vmatrix}a_{21}&a_{22}\\a_{31}&a_{32}\end{vmatrix}}&-{\begin{vmatrix}a_{11}&a_{12}\\a_{31}&a_{32}\end{vmatrix}}&+{\begin{vmatrix}a_{11}&a_{12}\\a_{21}&a_{22}\end{vmatrix}}\end{bmatrix}}.}

### 3 × 3 행렬 수치 계산 예
다음 행렬의 수반행렬은 아래와 같이 구해진다.
{\displaystyle \operatorname {adj} {\begin{bmatrix}-3&2&-5\\-1&0&-2\\3&-4&1\end{bmatrix}}={\begin{bmatrix}-8&18&-4\\-5&12&-1\\4&-6&2\end{bmatrix}}.}
이 수반행렬이 원래 행렬의 역행렬에 행렬식 −6을 곱한 것과 같다는 것을 쉽게 보일 수 있다.
수반행렬의 두번째 행 세번째 열에 −1은 다음과 같이 구해진다. 수반행렬의 (2행,3열)값은 여인자행렬의 (3행,2열)값이다. 여인자는 해당 행과 열을 없앤 부분_행렬,
{\displaystyle {\begin{bmatrix}-3&-5\\-1&-2\end{bmatrix}}.}
과 (3행,2열)에 해당하는 부호값을 이용하여 다음과 같이 구해진다.
{\displaystyle (-1)^{3+2}\operatorname {det} {\begin{bmatrix}-3&-5\\-1&-2\end{bmatrix}}=-(-3\cdot -2--5\cdot -1)=-1,}
그러므로 수반행렬의 (2행,3열)값은  −1이다.

## 같이 보기
- 케일리-해밀턴 정리
- 크라메르 법칙